# Pristimantis scoloblepharus
Espèce
Synonymes
- Eleutherodactylus scoloblepharus Lynch, 1991

Statut de conservation UICN

 EN B1ab(iii) : En danger
Pristimantis scoloblepharus est une espèce d'amphibiens de la famille des Craugastoridae.

## Répartition
Cette espèce est endémique du département d'Antioquia en Colombie. Elle se rencontre dans les municipalités de Sonsón et de Belmira entre 2 620 et 2 800 m d'altitude dans la Cordillère Centrale.

## Publication originale
- Lynch, 1991 : New diminutive Eleutherodactylus from the Cordillera Central of Colombia (Amphibia: Leptodactylidae). Journal of Herpetology, vol. 25, no 3, p. 344-352.